# تر ویش
تر ویش (به هلندی: Ter Wisch) یک منطقهٔ مسکونی در هلند است که در وسترولد واقع شده‌است. تر ویش ۲۱۰ نفر جمعیت دارد.